# Напредна партија радног народа
Напредна партија радног народа (грч. Ανορθωτικό Κόμμα Εργαζόμενου Λαού) је политичка партија унутар владајуће коалиције на Кипру. Залаже се за демилитаризовани и несврстани Кипар, те федерализацију острва као решење Кипарског питања.

## Историја
Основана је 1926. године под именом Комунистичка партија Кипра. Тада је главни циљ партије био борба против британске колонијалне власти. Британска влада је 1931. године прогласила партију илегалном. Године 1941, истакунтији вође илегалне комунистичке партије основали су Напредну партију радног народа (АКЕЛ). На првим локалним изборима 1943. године, кандидати АКЕЛ-а постали су градоначелници Лимасола и Фамагусте.
За разлику од КП Кипра, АКЕЛ је подупирала Енозис, покрет уједињења Кипра са Грчком. Године 1949, након одбацивања устава који није био повољан за Кипране, АКЕЛ је подупирала тренутно уједињење са Грчком, без постепеног припремања.
Током 1950-их година, АКЕЛ није подупирала насилну борбу ЕОКА-е против британске власти. ЕОКА је држала АКЕЛ за британске сараднике, иако су ови били у илегали од 1955. године. Тада је ЕОКА извршила атентата на неколико чланова АКЕЛ-а, које су држали „издајицама“.
После 1958. године, турска кипарска националистичка организација ТМТ форсирала је кипарске Турке да напуштају чланство у АКЕЛ-у. Уредник партијског листа, Фазил Ондер, био је чак и убијен.
На првим председничким изборима у независном Кипру, АКЕЛ-ов кандидат био је Јоанис Клидирис, насупрот Макариосу III.
Средином 1990-их, процењено је да АКЕЛ има око 10.000 чланова.

## Недавна активност партије
На парламентарним изборима 27. маја 2001. на Кипру, АКЕЛ је освојила 34,7% гласова или 20 од 56 посланичких места. АКЕЛ је део коалиције чији су остали чланови Покрет за социјалдемократију и Демократска партија.
АКЕЛ је чланица Партије европске левице унутар Европског парламента. Године 2004, Кипар је постао члан Европске уније. На изборима за Европски парламент исте године, АКЕЛ је освојила два посланичка места.
Партија је остала најјача на Кипру, али је на парламентарним изборима 2006. изгубила два места у парламенту, оставши на 18. У другом кругу председничких избора 24. фебруара 2008, тадашњи секретар АКЕЛ-а, Димитрис Христофијас, био је изабран за новог председника Кипра, освојивши 53,36% гласова.
Дана 21. јануара 2009, за новог секретара партије био је изабан Андрос Кипријану. Освојио је 54,3% гласова у Централном комитету.
На последњим изборима за Европски парламент јуна 2009, АКЕЛ је освојила 34,9% гласова и изабрала два посланика. На парламентарним изборима на Кипру 22. маја 2011, АКЕЛ је освојила 32,67% гласова и добила 19 од 56 посланичких места у Кипарском парламенту.

## Лидери партије
- Плутис Сервас (1936 — 1945)
- Фифис Јоану (1945 — 1949)
- Езексијас Папајоану (1949 — 1988)
- Димитрис Христофијас (1988 — 2009)
- Андрос Кипријану (2009 — )[4]